# カール・シュタウファー＝ベルン

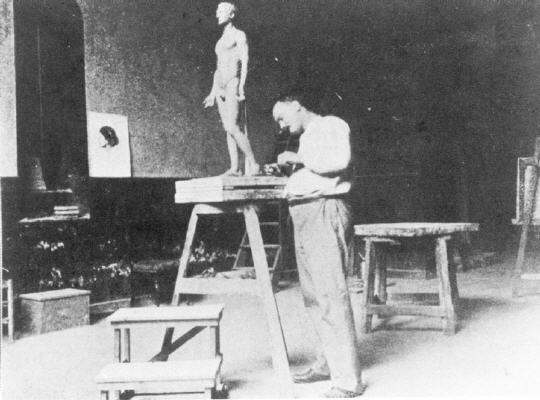
ローマで彫刻作品を製作するスタウファー＝ベルン

カール・シュタウファー＝ベルン（Karl Stauffer-Bern、1857年9月2日 - 1891年1月24日）はスイス生まれで、主にドイツで活躍した画家、版画家、彫刻家である。

## 略歴
スイス、ベルン州のトルプシャヘンの牧師の息子に生まれた。母親の兄にイギリスで教育者として働いた精神科医のルドルフ・シェーラー(Rudolf Schärer) がいる。地元の学校での教育になじまず、ベルンに送られて教育されたが高校を中退し、ミュンヘンに移り、短い間、装飾画家の弟子になった。ベルンに戻り、奨学金を得て、1876年から1880年の間、ミュンヘン美術院で美術を学んだ。ミュンヘン美術院ではヨハン・レオンハルト・ラーブやヴィルヘルム・フォン・ディーツ、ルートヴィヒ・フォン・レフツに学んだ。
その後、ベルリンに移り、アントン・フォン・ヴェルナーのスタジオで肖像画家としての訓練を受けた。ベルリンでは版画家として知られるようになった。1881年にベルリンの国際展覧会に友人の彫刻家、マックス・クラインの肖像画を出展し、肖像画家として人気を得ることになった。1886年までベルリンで女性のための絵画教室の教授も務め、教えた女性画家にはケーテ・コルヴィッツ、ヘートヴィヒ・ヴァイス、クララ・ジーベルトらがいる。
肖像画家、版画家として高い評価を得ていた1886年に、画家としての才能に疑いを持ち、ギリシャ彫刻にあこがれ、彫刻家、ヴェゲナー(Ernst Waegener)の工房で、彫刻作品の制作を始めた。
スイスの鉄道会社の社主、アルフレート・エッシャー夫妻の支援を受け、1888年にエッシャー夫妻とローマに旅し、ローマで彫刻家、画家のマックス・クリンガーとも知り合い、作品「Adorant」の製作を行った。1890年にローマでエッシャー夫人と恋愛事件を起こし、シュタウファーは強姦などの容疑で5月に逮捕され、嫌疑不十分で6月に釈放された。釈放後はフィレンツェのアドルフ・フォン・ヒルデブラントのスタジオで彫刻制作を行うが、うつ状態になり、自殺を試みたり、修道院へ入る依頼などをした後、1891年に薬物を摂取し自殺した。エッシャー夫人も1年後に自殺した。

## 作品

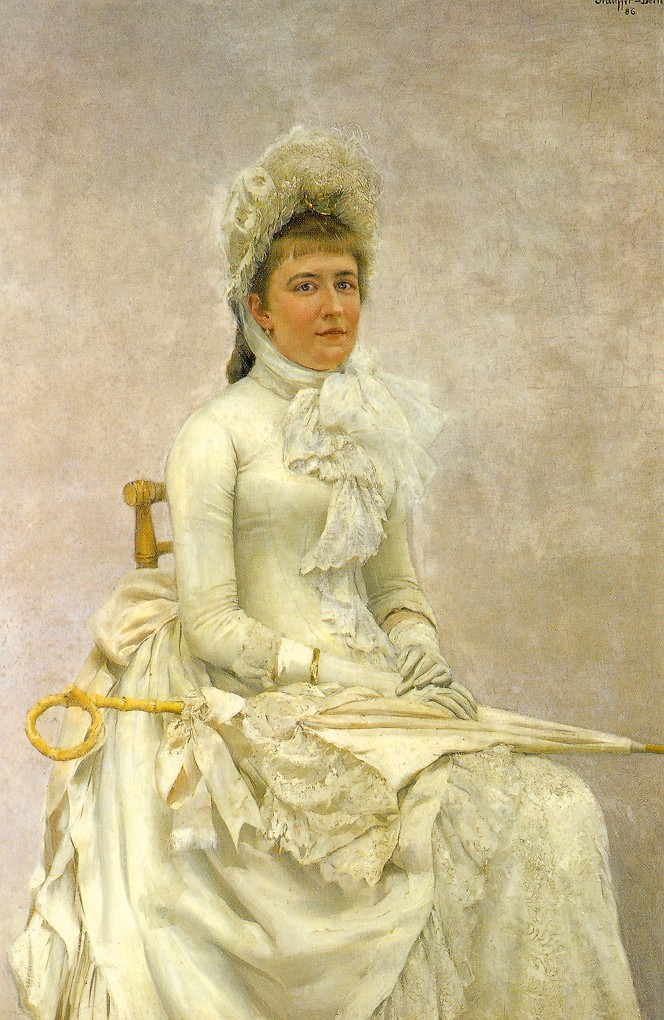
リディア・ヴェルチ＝エッシャー
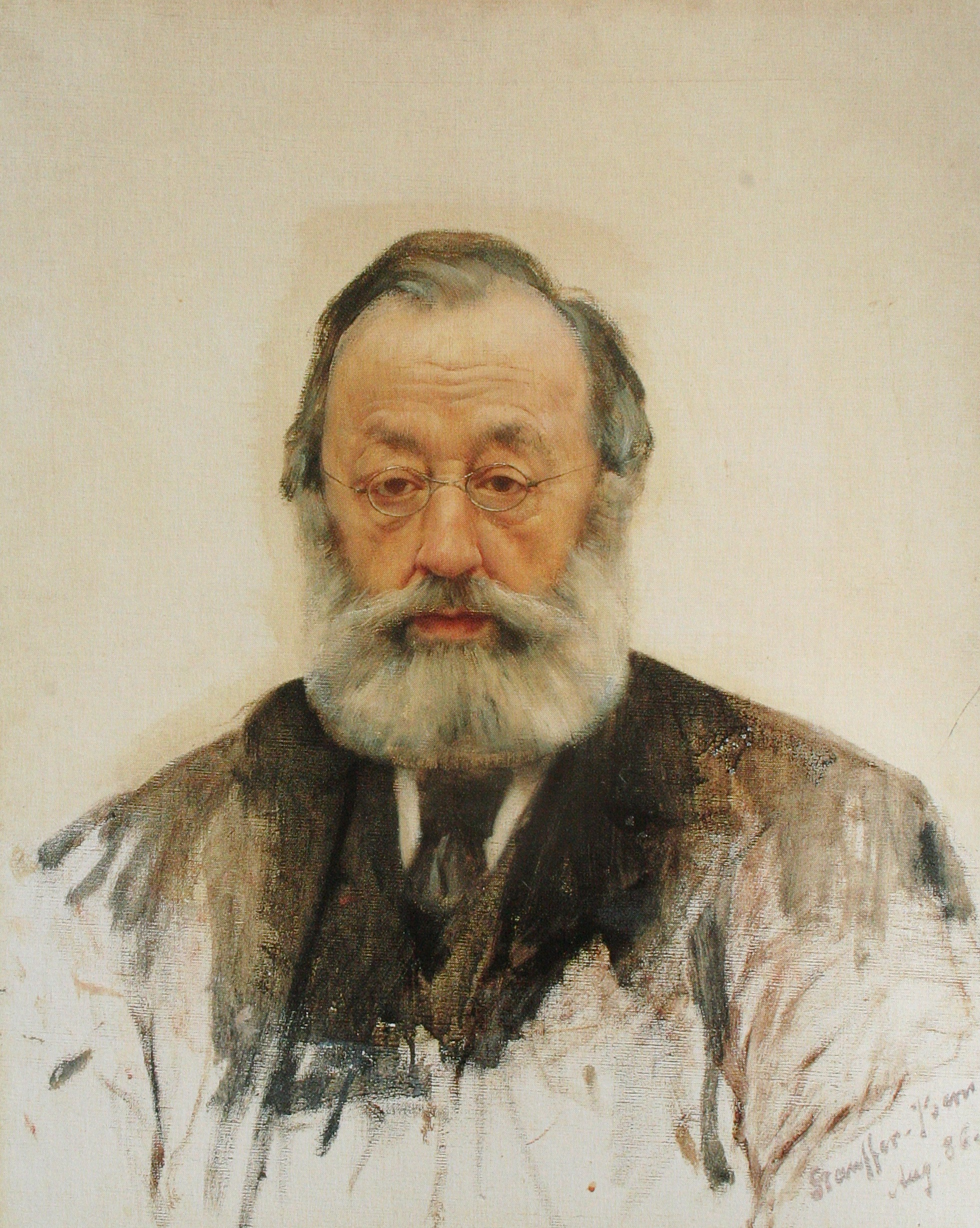
ゴットフリート・ケラー-作家
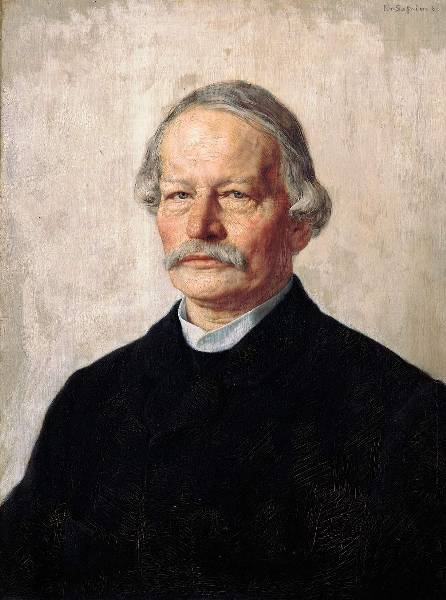
グスタフ・フライターク-歴史家
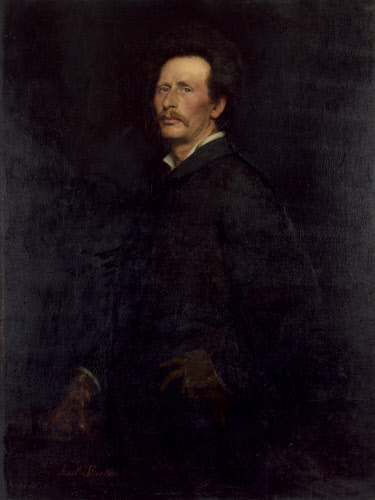
マックス・クライン-彫刻家